# George Atwood
George Atwood (London, listopad 1745. – London, 11. srpnja 1807.), bio je engleski fizičar, matematičar i inovator.

## Životopis
Rođen je u Westminsteru, a točan nadnevak njegova rođenja nije poznat. Pretpostavlja se da je rođen malo prije krštenja 15. listopada 1745. Pohađao je lokalnu školu. Godine 1765. pohađa koledž Trinity Sveučilišta u Cambridgeu, gdje je diplomirao 1769. Iste je godine za svoj rad dobio Smithovu nagradu, što mu je donijelo status fellowa pa je na koledžu počeo i predavati. Od 1776. član je Kraljevskog društva. Godine 1784. objavio je udžbenik A Treatise on the Rectilinear Motion u kojemu je opisao stroj koji je kasnije po njemu dobio ime. Taj stroj ilustrirao je Newtonov prvi zakon gibanja. Godine 1804. objavio je analizu temeljnih zakona fizike. Bio je također i poznati šahist čije je umijeće pamćenja vlastitih i tuđih partija – pored ostalih i vodećega šahista onoga doba Philidora – ostavilo vrijedni povijesni zapis budućim naraštajima. 
Djela je objavio u Philosophical Transactions of the Royal Society, za što je dobio Copleyevu medalju Kraljevskog društva.

## Vanjske poveznice
- [neaktivna poveznica]
- Encyclopedia.com – George Atwood (životopis) (engl.)
- School of Mathematics and Statistics / University of St Andrews, Scotland – George Atwood (životopis) (engl.)